# Гюлбара
Гюлбара е вид игра, подобна на табла. Традиционно е втората игра при среща на табла, където първата е класическата „права“ табла, а третата е тапа.

## Правила
Играе се от двама върху игрална дъска, разделена на 4 полета с по 6 позиции (капии), обозначени с двуцветни триъгълници. Има два зара и по 15 едноцветни пула за всеки играч. Игралната дъска е между играчите и всеки има пред себе си 12 капии. В първите три хода на играта чифтовете се играят нормално, както при другите игри.

### Цел на играта
Играчът, извадил всички свои пулове пръв, печели играта.

### Започване на играта
Играта започва с предварително поставени 2 пула, които се слагат при страните на играча (може и всичките, защото всички излизат от тази капия) на началната капия в противниковото поле. Полетата винаги са диагонално разположени. т.е. по диагонала на дъската (вж. картинката). Всеки от играчите хвърля по един зар, за да се определи кой ще играе пръв. Играчът, хвърлил зара с по-висока стойност, започва играта. Ако играчите хвърлят зарове с еднакви стойности, хвърлянето се повтаря.

### Местене на пуловете
Играчите хвърлят заровете и местят пуловете според техните показания, като важат следните правила:
1) Пуловете се местят само напред, т.е. към полето за ваденето им.
2) Има право да се мести един, два или повече пулове (при чифт).
3) Може да се отиграят показанията на всеки зар поотделно, или – с един пул показанията на двата зара.
4) Заета капия е капия с един пул. Ако играч е заел капия, другият няма право да поставя на нея пул или да стъпва на нея.
5) Пуловете могат да се прескачат и да заемат празни капии.
6) При първи хвърлен чифт се играе 4 пъти показанията на заровете (напр. при 4 – 4 се играят четири 4-ки). Всеки следващ чифт се играе прогресивно, т.е. при хвърлен 4 – 4 се играят четири 4-ки, четири 5-ци и четири 6-ци.
7) При започнат чифт от играча, който го е хвърлил и при невъзможност да го изиграе, то право на доиграване придобива противникът. Чифт, който не е започнат, не се играе.

## Вземане
Вземането на пулове, когато вече са събрани във вашето поле, става по същия начин, както при обикновената табла, като и тук важи правилото за марс (ако единият играч не е взел нито един пул, когато другият вече е взел всички свои пулове, играта се оценява за двойно повече точки).

## Други
Еквивалент на гюлбара в Гърция е „февга“. Там тя се играе като втора игра при среща на табла. Разликите с гюлбарата са следните:
- Играч няма право да вкарва в игра втори пул, преди първият да е стъпил на срещуположната на играча страна на дъската (да е стъпил пред изходната позиция на противника).
- Чифтовете се отиграват нормално, а не всички останали чифтове до 6 – 6, както е при гюлбарата.